# Mậu tần
Mậu tần Tống thị (chữ Hán: 懋嬪宋氏; 1677 - 1730), là một phi tần của Thanh Thế Tông Ung Chính Đế.

## Tiểu sử
Tống thị nguyên là con gái của Chủ sự Kim Trụ (金柱), không rõ Kỳ tịch là gì. Những năm Khang Hi, Tống thị trở thành Cách cách cho Ung Chính Đế, khi đó còn là Hoàng tử. Năm Khang Hi thứ 33 (1694), bà hạ sinh Hoàng trưởng nữ, đến năm thứ 45 (1706), bà sinh thêm Hoàng tam nữ, nhưng cả hai Hoàng nữ đều mất sớm khi chưa đầy 1 tháng tuổi.
Năm Ung Chính nguyên niên (1723), Tống thị được sách phong Mậu tần (懋嬪). Cùng năm, tháng 12, hành lễ sắc phong.
Sách văn viết:
| “                           | 朕惟協贊坤儀，用懋珩璜之德，佐宣內治，必資柔順之賢，爰考彝章，式隆新典。諮爾格格宋氏，臧嘉成性，著淑問於璇宮，敬慎持躬，樹芳名於椒掖。曾仰承皇太后慈諭，冊封爾為懋嬪。爾其祗承象服，昭勤儉而化翼宮闈，永荷鴻庥，履謙和而誕膺綸綍。欽哉 . Trẫm duy hiệp tán khôn nghi, dụng mậu hành hoàng chi đức, tá tuyên nội trị, tất tư nhu thuận chi hiền, viên khảo di chương, thức long tân điển. Tư nhĩ Cách cách Tống thị, tang gia thành tính, trứ thục vấn vu toàn cung, kính thận trì cung, thụ phương danh vu tiêu dịch. Tằng ngưỡng thừa Hoàng thái hậu từ dụ, sách phong nhĩ vi Mậu tần. Nhĩ kỳ chi thừa tượng phục, chiêu cần kiệm nhi hóa dực cung vi, vĩnh hà hồng hưu, lí khiêm hòa nhi đản ưng luân phất. Khâm tai. | ” |
| — Sách văn Mậu tần Tống thị | |   |

Năm Ung Chính thứ 8 (1730), tháng 9, Mậu tần Tống thị qua đời, hưởng thọ 53 tuổi. Vì khi đó Thái lăng (泰陵) của Ung Chính Đế mới thi công, Phi viên tẩm chưa xây dựng nên kim quan của bà được tạm an ở Điền thôn. Đến năm Càn Long thứ 2 (1736), tháng 12, kim quan của bà và Tề phi được dời đến Phi viên tẩm của Thái lăng. Mộ phần của bà ở vào vị trí thứ nhất hàng bên phải và là tước Tần duy nhất trong Phi viên tẩm.